# バディ・イブセン
バディ・イブセン（Buddy Ebsen,  1908年4月2日 - 2003年7月6日）は、アメリカ合衆国の俳優である。

## 来歴
1908年、イリノイ州ベルビルに生まれる。母親はラトビア人で、父親はデーン人だった。10歳まで同州のベルビルで育ち、その後はフロリダ州のパームビーチ郡へ一家で移住。それから同州のオーランドへ転居した。同地区の高校を卒業した後にフロリダ大学へ進学するが、金銭面の事情により中途退学している。その後、ニューヨークへ単身渡った後に、アルバイトをする傍ら、妹のヴィルマ・イブセンと共にナイトクラブでダンスを披露したり、ヴォードヴィリアンとして活動を始めた。その後二人は、揃ってブロードウェイ舞台のコーラスパートで『フーピー』、『Flying Colors』、『ジーグフェルド・フォリーズ1934』などのミュージカル舞台へも出演している。その後、二人は1936年に『踊るブロードウェイ』で映画デビューを果たす。ちなみにこの作品は、妹ヴィルマの最初で最後の映画出演となり、その後ヴィルマは芸能界から引退している。
それまではダンスや歌唱などの経験からミュージカル関連の作品に出演することが多かったが、次第にミュージカルではない作品などへも出演。またその歌唱力とダンスの才能から1939年に製作された『オズの魔法使』では、ジャック・ヘイリー演じるブリキ男の歌唱パートのみの声の出演をしている。その後も、テレビドラマや映画など様々な作品へ出演しており、1962年から放送されたテレビドラマシリーズ『じゃじゃ馬億万長者』やオードリー・ヘプバーン主演の『ティファニーで朝食を』などの話題作へ数多く出演している。1960年にその功績が称えられ、ハリウッド・ウォーク・オブ・フェームで星を獲得した。

### 死去
2003年に肺炎のため、カリフォルニア州トーランスにある病院で死去した。95歳だった。

## 出演作品

### 映画
- 踊るブロードウェイ Broadway Melody of 1936 (1936)
- テンプルの燈台守 Captain January (1936)
- 踊るアメリカ艦隊 Born to Dance (1936)
- 膝にバンジョー Banjo on My Knee (1936)
- 踊る不夜城 Broadway Melody of 1938 (1937)
- ポルカの歌姫 The Girl of the Golden West (1938)
- イエロー・ジャック Yellow Jack (1938)
- 煌めく銀星 My Lucky Star (1938)
- Four Girls in White (1939)
- テキサスから来た男 The Kid from Texas (1939)
- オズの魔法使 The Wizard of Oz (1939) ※声の出演
- They Met in Argentina (1941)
- Parachute Battalion (1941)
- Sing Your Worries Away (1942)
- Under Mexicali Stars (1950)
- Silver City Bonanza (1951)
- Thunder in God's Country (1951)
- Rodeo King and the Senorita (1951)
- Utah Wagon Train (1951)
- Red Garters (1954)
- 夜の人々 Night People (1954)
- 攻撃 Attack (1956)
- ならず者部隊 Between Heaven and Hell (1956)
- ティファニーで朝食を Breakfast at Tiffany's (1961)
- Westinghouse Presents: That's Where the Town Is Going (1962) ※テレビ映画
- インターン The Interns (1962)
- モンタナの西 Mail Order Bride (1964)
- ファミリー・バンド The One and Only, Genuine, Original Family Band (1968)
- The Andersonville Trial (1970) ※テレビ映画
- The Daughters of Joshua Cabe (1972) ※テレビ映画
- 大統領専用機遭難す The President's Plane Is Missing (1973)
- ホラーフライト・悪魔の旅客機 The Horror at 37,000 Feet (1973)
- トム・ソーヤーの冒険 Tom Sawyer (1973) ※テレビ映画
- 激突39台! 史上最大の自動車事故/ハイウェイ・パニック Smash-Up on Interstate 5 (1976) ※テレビ映画
- ポールとマニー・もうひとつの青春 Leave Yesterday Behind (1979)
- The Bastard (1978)
- The Critical List (1979)
- The Paradise Connection (1979)
- The Return of the Beverly Hillbillies (1981)
- Fire on the Mountain (1981)
- Stone Fox (1987)
- ワーキング・ガーイ Working Tra$h (1990)
- ビバリー・ヒルビリーズ/じゃじゃ馬億万長者 The Beverly Hillbillies (1993)

### テレビドラマ
- The Chevrolet Tele-Theatre (1949)
- Stars Over Hollywood (1951)
- Broadway Television Theatre (1952)
- オムニバス Omnibus (1954)
- ディズニーランド Disneyland (1954, 1955)
- Corky and White Shadow (1956)
- スタジオ57 Studio 57 (1957)
- Strange Stories (1956)
- Lux Video Theatre (1957)
- クライマックス! Climax! (1957)
- 壮烈！西部遊撃隊 Northwest Passage (1958 - 1959)
- プレイハウス90 Playhouse 90 (1958, 1959)
- ボナンザ Bonanza (1959, 1972)
- Black Saddle (1960)
- Johnny Ringo (1960)
- ジェネラル・エレクトリック・シアター General Electric Theater (1960)
- Riverboat (1960)
- ガンスモーク Gunsmoke (1960, 1961, 1971)
- ブロンコ Bronco (1960)
- マーベリック Maverick (1959, 1961)
- サンセット77 77 Sunset Strip (1961)
- ミステリーゾーン Twilight Zone (1961)
- Gunslinger (1961)
- 西部のパラディン Have Gun - Will Travel (1961)
- バス・ストップ Bus Stop (1961)
- Adventures in Paradise (1961)
- じゃじゃ馬億万長者 The Beverly Hillbillies (1962 - 1971)
- King of Diamonds (1962)
- ローハイド Rawhide (1960, 1962)
- Tales of Wells Fargo (1960, 1962)
- チェックメイト Checkmate (1962)
- ハワイ5-0 Hawaii Five-O (1971)
- 四次元への招待 Night Gallery (1972)
- 西部二人組 Alias Smith and Jones (1972)
- 名探偵ジョーンズ Barnaby Jones (1973 - 1980)
- 探偵キャノン Cannon (1975)
- Matt Houston (1984 - 1985)
- バークにまかせろ (1994)

### テレビアニメ
- キング・オブ・ザ・ヒル King of the Hill (1999)